# Дацевич-Заноза Євген Володимирович
Євге́н Володи́мирович Даце́вич-Зано́за (1883—1923) — полковник українського війська, командир 17-го Тираспольського полку.

## Життєпис
Станом на 1909 рік — поручик, в документах 1915 року — штабс-капітан.
Від 10 липня 1918 року — командир 17-го піхотного Тираспольського полку. 17 серпня того ж року звільнився по стану здоров'я, по ньому керував полковник Олександр Голубенко. Після падіння гетьманського уряду воював в рядах білогвардійських сил.
Восени 1920 року евакуювався із Севастополя на кораблі «Поті»; проживав в Німеччині.
Помер 1923 року в Берліні.